# William Hotham
Pour les articles homonymes, voir Hotham.
William Hotham (1736-1813), 1er baron Hotham, est un amiral de la Royal Navy.
Il fait ses études à Westminster School et à la Royal Naval Academy de Portsmouth.
Lors de sa carrière navale, il est lieutenant sur le HMS St George, le navire amiral d'Edward Hawke, il intègre la flotte d'Augustus Keppel avec le Melampe et participe au Siège de Gibraltar avec Richard Howe « contre-amiral de l'escadre rouge ». En 1790, il commande le HMS Britannia. Second de Samuel Hood dans la mer Méditerranée, il a sous ses ordres Horatio Nelson.